# Eilicrinia animaria
Eilicrinia animaria är en fjärilsart som beskrevs av Herrich-Schäffer 1847. Eilicrinia animaria ingår i släktet Eilicrinia och familjen mätare. Inga underarter finns listade i Catalogue of Life.